# Andrena lamiana
Andrena lamiana är en biart som beskrevs av Warncke 1965. Andrena lamiana ingår i släktet sandbin, och familjen grävbin. Inga underarter finns listade i Catalogue of Life.